# Dedicated Follower of Fashion
Dedicated Follower of Fashion is een single uit 1966 van de Britse popgroep The Kinks. Het lied is geschreven door de singer-songwriter/gitarist van de band Ray Davies en de single bereikte de eerste plaats van vele hitparades in de hele wereld.
In het midden van de jaren zestig was Londen het centrum van de mode. Winkels in Carnaby Street deden goede zaken. Ray Davies zag dit alles en schreef een satirisch nummer over een oppervlakkige dandy.

## Hitnotering
| "Dedicated Follower Of Fashion" in de Nederlandse Top 40 - binnen 19-03-1966 | "Dedicated Follower Of Fashion" in de Nederlandse Top 40 - binnen 19-03-1966 | "Dedicated Follower Of Fashion" in de Nederlandse Top 40 - binnen 19-03-1966 | "Dedicated Follower Of Fashion" in de Nederlandse Top 40 - binnen 19-03-1966 | "Dedicated Follower Of Fashion" in de Nederlandse Top 40 - binnen 19-03-1966 | "Dedicated Follower Of Fashion" in de Nederlandse Top 40 - binnen 19-03-1966 | "Dedicated Follower Of Fashion" in de Nederlandse Top 40 - binnen 19-03-1966 | "Dedicated Follower Of Fashion" in de Nederlandse Top 40 - binnen 19-03-1966 | "Dedicated Follower Of Fashion" in de Nederlandse Top 40 - binnen 19-03-1966 | "Dedicated Follower Of Fashion" in de Nederlandse Top 40 - binnen 19-03-1966 | "Dedicated Follower Of Fashion" in de Nederlandse Top 40 - binnen 19-03-1966 | "Dedicated Follower Of Fashion" in de Nederlandse Top 40 - binnen 19-03-1966 | "Dedicated Follower Of Fashion" in de Nederlandse Top 40 - binnen 19-03-1966 | "Dedicated Follower Of Fashion" in de Nederlandse Top 40 - binnen 19-03-1966 | "Dedicated Follower Of Fashion" in de Nederlandse Top 40 - binnen 19-03-1966 | "Dedicated Follower Of Fashion" in de Nederlandse Top 40 - binnen 19-03-1966 | "Dedicated Follower Of Fashion" in de Nederlandse Top 40 - binnen 19-03-1966 |
| Week                                                                         | 1                                                                            | 2                                                                            | 3                                                                            | 4                                                                            | 5                                                                            | 6                                                                            | 7                                                                            | 8                                                                            | 9                                                                            | 10                                                                           | 11                                                                           | 12                                                                           | 13                                                                           | 14                                                                           | 15                                                                           |                                                                              |
| ---------------------------------------------------------------------------- | ---------------------------------------------------------------------------- | ---------------------------------------------------------------------------- | ---------------------------------------------------------------------------- | ---------------------------------------------------------------------------- | ---------------------------------------------------------------------------- | ---------------------------------------------------------------------------- | ---------------------------------------------------------------------------- | ---------------------------------------------------------------------------- | ---------------------------------------------------------------------------- | ---------------------------------------------------------------------------- | ---------------------------------------------------------------------------- | ---------------------------------------------------------------------------- | ---------------------------------------------------------------------------- | ---------------------------------------------------------------------------- | ---------------------------------------------------------------------------- | ---------------------------------------------------------------------------- |
| Nummer                                                                       | 18                                                                           | 8                                                                            | 3                                                                            | 2                                                                            | 2                                                                            | 1                                                                            | 1                                                                            | 1                                                                            | 2                                                                            | 2                                                                            | 5                                                                            | 8                                                                            | 14                                                                           | 20                                                                           | 33                                                                           | uit                                                                          |

### NPO Radio 2 Top 2000
| Nummer met noteringen in de NPO Radio 2 Top 2000 | '99 | '00 | '01  | '02  | '03  | '04  | '05  | '06  | '07  | '08  | '09  | '10  | '11  | '12  | '13  | '14  |
| ------------------------------------------------ | --- | --- | ---- | ---- | ---- | ---- | ---- | ---- | ---- | ---- | ---- | ---- | ---- | ---- | ---- | ---- |
| Dedicated Follower of Fashion                    | 951 | 587 | 1240 | 1587 | 1435 | 1379 | 1482 | 1412 | 1609 | 1431 | 1318 | 1538 | 1833 | 1953 | 1746 | 1925 |

1. ↑  Een vetgedrukt getal geeft de hoogste notering aan.
2. ↑  Deze tabel is bijgewerkt tot en met de laatste editie (2024).

## Trivia
Het nummer wordt gebruikt in de film In the Name of the Father met Daniel Day-Lewis in de hoofdrol.